# Dierrey-Saint-Pierre
Dierrey-Saint-Pierre település Franciaországban, Aube megyében. Lakosainak száma 307 fő (2022. január 1.). Dierrey-Saint-Pierre Dierrey-Saint-Julien, Échemines, Faux-Villecerf, Macey, Mesnil-Saint-Loup, Le Pavillon-Sainte-Julie, Prunay-Belleville és Villeloup községekkel határos.

## Népesség
A település népessége az elmúlt években az alábbi módon változott:
| Lakosok száma | 219  | 187  | 165  | 187  | 259  | 289  | 298  | 307  | 312  | 307  |
|               | 1968 | 1982 | 1990 | 2006 | 2013 | 2015 | 2017 | 2019 | 2020 | 2022 |